# Dee Why
Dee Why ist ein Vorort im Norden von Sydney im Bundesstaat New South Wales, Australien, rund 18 Kilometer nordöstlich der City of Sydney entfernt.

## Geschichte

### Name
Die Gründe für Dee Whys Namen bleiben unklar. Die früheste Referenz von Dee Why ist eine Bleistiftnotiz im Tagebuch des Landvermessers James Meehan, „Wednesday, 27th Sept, 1815 Dy Beach – Marked a Honey Suckle Tree near the Beach“, auf Deutsch: „Mittwoch, 27. September 1815 Dy Strand – Markiert am Geißblatt-Baum Nahe dem Strand“. Die Buchstaben DY waren entweder Markierungen, die Neehran benutzte, um andere Orte auf seiner Karte zu Kennzeichnen, oder der Name kam von der lokalen Aborigine-Sprache, die Meehan benutzte, um viele Plätze zu benennen, die er vermessen hatte.
Ab 1840 war der Name als ein Wort, Deewhy, anerkannt. Der Begriff Dee Why wurde auch für die Dee Why Heights oder Highlands, seit 1951 bekannt unter Narraweena, und Dee Why West, seit 1969 Cromer, benutzt.

### Voreuropäische Geschichte
Es ist nicht viel über die Leute bekannt, die vor den Europäern in Dee why lebten, allerdings gibt es Beweise eines Muschelberges am Südende Dee Whys, und die Aborigines waren dafür bekannt, auf diesen weiter und tiefer zu angeln, wo einst Schwarze Schwäne gesichtet wurden.

## Geographie

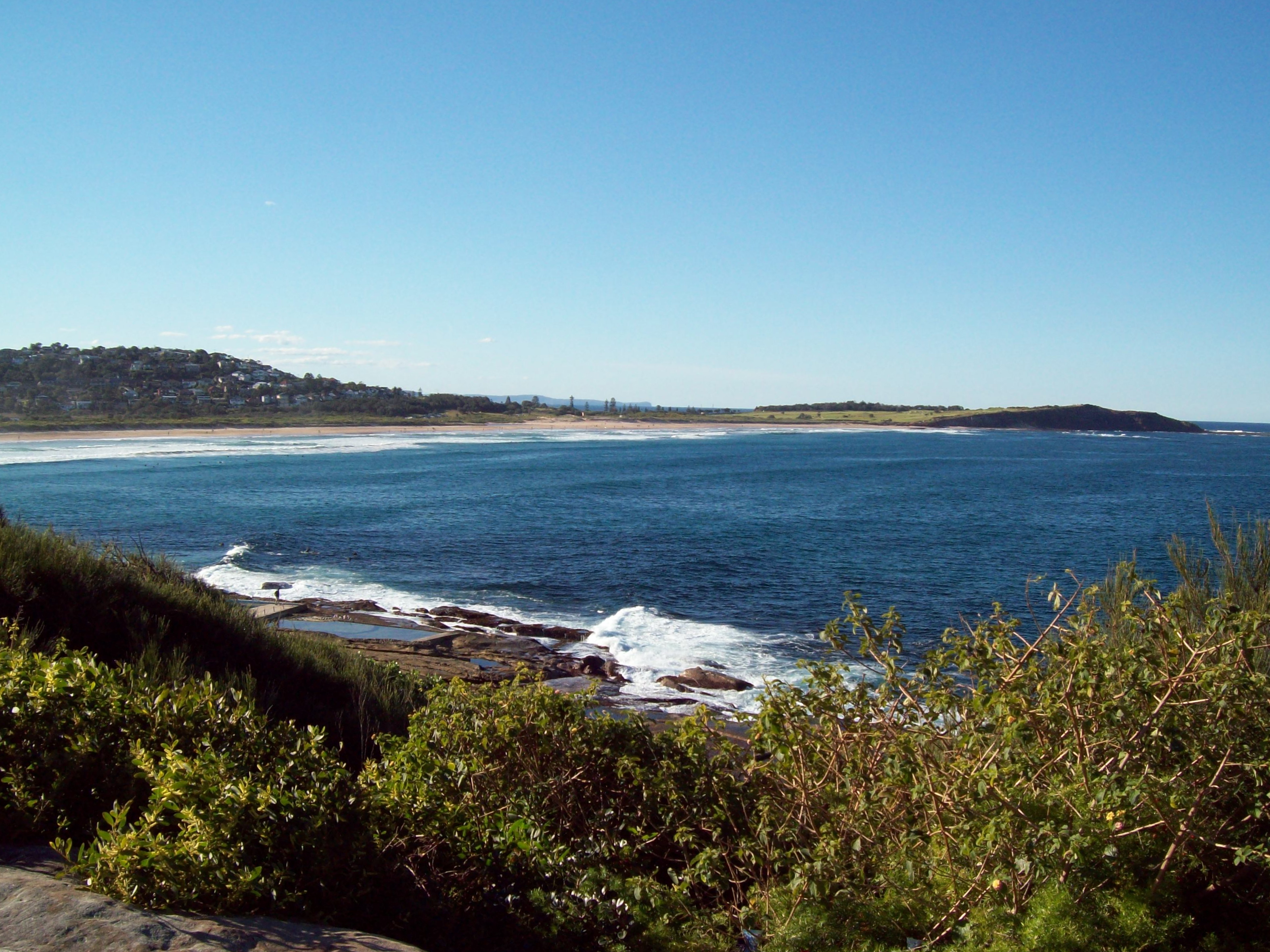
Dee Why Beach und Long Reef, vom Bicentennial Coastal Walkway aus gesehen

Dee Why befindet sich im Einzugsgebiet der Dee Why Lagoon und erstreckt sich von der Victor Road im Westen zum Dee Why Beach im Osten und vom Kamm des Wingala Hill zum nördlichen Rand der Dee Why Lagoon. Der Bicentennial Coastal Walkway von Queenscliff nach Palm Beach führt von North Curl Curl Beach in den Süden, an den Klippen vom Dee Why Head und hinunter zum südlichen Ende der Dee Why Beach. Der Pfad zeigt die künstliche Heide, deren Ökosystem weit ausgebreitet ist, und wurde seit 1999 regeneriert.
Ein weiteres bedeutendes Naturgebiet in Dee Why ist der Stony Range Regional Botanic Garden, anerkannt 1957 auf der Seite der old quarry, und liegt ganz im Süden des Dee Why Center. Der Garten beinhaltet Pflanzen aus ganz Australien. Er hat von 8:00 bis 17:00 Uhr geöffnet, außer an Weihnachten; der Eintritt ist kostenlos.

### Dee Why Beach

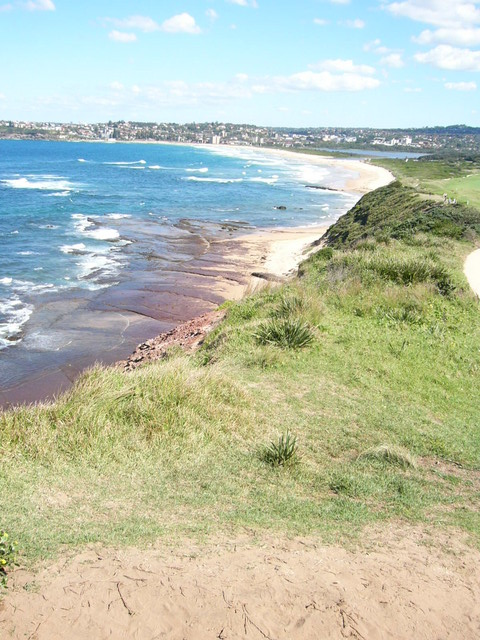
Dee Why Beach und Dee Why Lagoon, Blick vom Long Reef

Die Dee Why Beach ist rund 1,2 km lang und verläuft an der östlichen Grenze Australiens mit Sicht auf die Tasmanische See. Im Norden sind Dünen, die den Strand von der Lagune trennen. Am südlichen Ende ist das Ted Jackson Reserve (umbenannt von Dee Why Beach Reserve im Oktober 2010) mit Picknickplätzen und jahrhundertealten Norfolk-Island-Pinien, ähnlich denen am Manly.

## Öffentlicher Verkehr
Der öffentliche Verkehr in Dee Why verläuft an erster Stelle über die Pittwater Road in Form von Bussen, mit Verbindungen nach Süden in Richtung Manly und Nordsydney und nördlich nach Collaroy, Cromer, Narrabeen und die Pittwater Area. Die Hauptbushaltestelle steht an der Howard Avenue. Es gibt außerdem unregelmäßige Verbindungen nach Chatswood via McInstosh Road in den Westen, auch nach Manly via Freshwater. Zwei Züge fahren nahe Dee Why am frühen Morgen in die Stadt und am Nachmittag zurück.

## Sport
Es gibt viele Sportclubs im Gebiet von Dee Why. Die bekannteren Teams sind die Rugby Union und die Dee Why Lions.
Der Dee Why Football Club, auch bekannt als „The Swans“, ist ein Fußballclub, offiziell entstanden um 1946; somit ist er eines der ältesten Fußballteams an den Northern Beaches. Außerdem gab es zwei Medaillen, 1925 und 1926, die an Spieler aus Dee Why vergeben wurden.
Dee Why ist auch das Zuhause des Dee Why Surfing Fraternity, Australiens ältestem Surfclub.